# Franz Josef Noflaner
Franz Josef Noflaner  (meist Franz Jos. oder Franz J. Noflaner, * 9. September 1904 in St. Ulrich in Gröden; † 13. Mai 1989 in Brixen) war ein Südtiroler Schriftsteller, Maler und Zeichner.

## Biografie
Franz J. Noflaner wuchs als zweites von sechs Kindern in einem deutschsprachigen familiären Umfeld auf. Nach der Grundschule, einer Fachausbildung und Bildhauerlehre arbeitete er im väterlichen Betrieb als Schnitzer und Restaurator. Früh begeisterte er sich an der Weimarer Klassik und begann mit 22 Jahren selbst literarische Texte zu verfassen. Der Entschluss, Schriftsteller zu werden, führte zu einem Zerwürfnis mit dem Vater, woraufhin Franz die Mitarbeit im Familienbetrieb beendete und sich fortan als Arbeiter und Handlanger bei Baufirmen und als Restaurator den Lebensunterhalt verdiente. In geradezu besessenen nächtlichen Arbeitsschüben entstand zwischen den 1930er- und 1980er-Jahren ein umfangreiches schriftstellerisches Werk mit Lyrik, Essays und Kurzprosa, aus dem Noflaner zu Lebzeiten vier Bände im eigenen Zyklus Verlag herausgab. Nach seinem Tod wurde der unveröffentlichte Nachlass mit zahlreichen, teils druckfertig bearbeiteten Manuskripten und Typoskripten der Dokumentationsstelle für neuere Südtiroler Literatur in Bozen übergeben. 

In den 1960er-Jahren eignete sich Noflaner, teilweise als Reflex auf den ausbleibenden Erfolg als Schriftsteller, auf autodidaktische Weise das Medium der Malerei und Zeichnung an. Das Ergebnis ist ein künstlerisches Gesamtwerk mit über 400 Arbeiten auf Leinwand und Zeichnungen auf Papier, das sich heute teils in privaten Sammlungen und im Familienbesitz befindet. 

Noflaner hat seine Lebensführung der Bestimmung als Schriftsteller und Maler untergeordnet und dafür die Rolle des Außenseiters und geistigen Abenteurers in Kauf genommen. In seiner exzentrischen Bedürfnislosigkeit, gepaart mit einer künstlerischen und intellektuellen Unbescheidenheit war er einem kleinen Kreis von Künstlern und Freunden von Anfang an Leitfigur und Wegweiser.

## Das literarische und künstlerische Werk
Bei allen Unterschieden zwischen der Welt des Wortes und der Welt der Bilder Noflaners gibt es einige unübersehbare Parallelen. Sowohl das literarische wie das malerische Werk thematisieren die Gegensätze zwischen der Welt der Realität und jener der Poesie und Imagination. Mit beiden steht Noflaner außerhalb der »modernen« Strömungen in der Kunst und Literatur seiner Zeit.

Seine Texte beharren auf einem ausgesprochen dichterischen Ton, sie suchen den poetischen Klang und sprechen eine eigenwillige und gelegentlich antiquiert wirkende Sprache. Die Bewahrung der hohen poetischen Form steht neben der Behandlung von Themen und Figuren, die häufig in einem gesellschaftlich neutralen oder archaischen Hintergrund angesiedelt sind. Nicht selten gefallen sich die jeweiligen literarischen Sprecher dieser Texte in der Darbietung ironischer, wortwitziger oder unerschütterlicher Gedanken und Sentenzen über das Leben, das Schicksal, die Menschen, die Liebe, das allgemeine und materiell Vergängliche und den Tod.

Auch die Malerei und Zeichnung konzentriert sich auf eine Serie thematischer Motive und Themen: Menschen, Natur, Berge, Tiere sind zu synthetischen Figurationen verflochten, und sie verkünden eine Einheit von Naturerscheinung und Menschenreich. Die Darstellung des Mysteriums Mensch beinhaltet ein hohes psychisches Potential und ist eingebunden in ein Geflecht von Metamorphosen und Transformationen, es sind Bilder von einer umfassenden Ganzheit des Lebens und der Materie, der Einheit von Mensch und Natur. Formale Anklänge an Picasso, Matisse, an die Art brut oder naive Malerei fügen sich ein in einen archaisch-flächigen Bildaufbau und in die Imagination einer eigenen Realität. Auch hier lassen sich die poetischen Pathosformeln als ein Anspruch auf Dauerhaftigkeit und Zeitlosigkeit der zentralen Botschaften deuten. Die Bilder von Noflaner erweisen sich als Denkbilder, sie aktualisieren den Konflikt zwischen Idealität und Realität und fordern zu einer Prüfung der Gegensätze heraus.

Im Jahr 2016 erschien die zweibändige Werkmonografie Dichter Worte und Menschen Blicke. Sie ermöglicht einen umfassenden Zugang zu seinem unveröffentlichten schriftstellerischen, zeichnerischen und malerischen Gesamtwerk.

## Publikationen
- Gebundene Ähren. Prosa und Lyrik. Zyklus Verlag Gröden 1956.
- Kristall und Sonnenlicht. Gemischte Dichtungen. Athesia, Bozen 1957.
- Antennen wie Schwingungen. Athesia Bozen 1959.
- Die gefräßige Straße. Einfaches, verzwicktes und vertracktes Schrifttum. Zyklus Verlag Gröden 1960.

## Ausstellungen, Auswahl
- 1970 Kreis für Kunst und Kultur St. Ulrich (erste Einzelausstellung)
- 1981 Kreis für Kunst und Kultur St. Ulrich (Einzelausstellung)
- 1987–1988 Museum Galerie, Forum Ar/Ge Kunst, Bozen (Einzelausstellung)
- 1990 Kreis für Kunst und Kultur St. Ulrich (Einzelausstellung)
- 2012 Wünschen, blicken, staunen. Große Retrospektive: Erster Teil – Museum Ladin, St. Martin in Thurn, Gadertal; Zweiter Teil – Kreis für Kunst und Kultur, St. Ulrich